# 放蕩息子たちの出発と帰還
『放蕩息子たちの出発と帰還』（伊語：L'amore、仏語：L'Aller et retour des enfants prodigues / 伊語：Andate e ritorno dei figli prodighi）は、1967年（昭和42年）製作、1969年（昭和40年）公開、イタリアのオムニバス映画『愛と怒り』の一篇として、ジャン＝リュック・ゴダールが監督した短篇映画である。

## 概要
オムニバス全体については愛と怒りを参照。
オムニバス映画『愛と怒り』の原題は、「L'amore」（「愛」の意）として知られるが、イタリアでの公開時のタイトルが「Andate e ritorno dei figli prodighi」で、邦題はこの直訳である。
1967年（昭和42年）、ミシェル・ロジエのルーフガーデンで撮影された。本作の撮影は、『ベトナムから遠く離れて』（1967年）の一篇『カメラ・アイ』に引き続き、アラン・ルヴァンとアルマン・マルコである。
本作を織り込んだ『愛と怒り』は、当初『福音書'70』のタイトルで、1967年11月24日にイギリスのロンドンで開かれたロンドン映画祭で初上映され、1969年7月5日に第19回ベルリン国際映画祭で上映され、1968年5月の「五月革命」を超えて、『論争』（La Contestation）のタイトルで1970年6月3日にフランスで公開された。

## スタッフ
- 監督・脚本 : ジャン＝リュック・ゴダール
- 撮影 : アラン・ルヴァン、アルマン・マルコ[1]
- 録音 : アントワーヌ・ボンファンティ[1]、ギイ・ヴィレット[1]
- 編集 : アニエス・ギュモ、デルフィーヌ・デフォン[1]
- スクリプター : エリザベート・ラプノー[1]
- 助監督 : シャルル・L・ビッチ、イザベル・ポンス[1]、ジャン＝ピエール・ラッサム[1]
- テクニスコープ - コダックイーストマンカラー - 35ミリフィルム

## キャスト
- クリスティーヌ・ゲオ （彼女）
- ニーノ・カステルヌオーヴォ （彼）
- カトリーヌ・ジュールダン （女性）
- パオロ・ポゼッシ （男性）

## ストーリー
彼女（クリスティーヌ・ゲオ）と彼（ニーノ・カステルヌオーヴォ）のカップルが、ルーフガーデンでくつろいでいる。近くにはほかの若い恋人たちもいる。彼女はフランス語で話し、彼はイタリア語で話す。その後、若い恋人たちが、戦争、革命、搾取などについて、女の子はフランス語で語り、男の子はイタリア語で話す。

## 関連事項
- ジャン＝リュック・ゴダール監督作品一覧

## 註
1. 1 2 3 4 5 6 7 8 9 10 11 12 13 14 15 16  Colin MacCabe, Godard, Macmillan, 2005. p.351-352.